# Horistonotus pilosus
Horistonotus pilosus là một loài bọ cánh cứng trong họ Elateridae. Loài này được Lanchester miêu tả khoa học năm 1971.